# キングスゲイトネイティヴ
キングスゲイトネイティヴ (Kingsgate Native) はアイルランドで生産された競走馬である。キングスゲートネイティヴと表記される場合もある。

## 経歴

### 2007年（2歳）
競走馬デビュー戦は、6月19日にアスコット競馬場で行われたウインザーキャッスルステークス（L）で、レースはアタマ差で敗れて2着だった。続く7月31日に行われたモールコームステークス (G3) ではクビ差で2着とデビュー戦以来惜敗が続いた。そしてデビュー3戦目はG1競走初挑戦となるナンソープステークスにジミー・クィンが騎乗して出走し、デザートロードやアマデウスウルフといったG1馬らを相手に勝利し、初勝利を重賞及びG1競走初勝利で飾った。次走はフランスへ遠征し、10月7日に行われたアベイ・ド・ロンシャン賞で古馬に挑む。引き続きクィンが騎乗してG1競走連勝を期待され1番人気で出走したが、ベンバウンに敗れて2着だった。なおレース後は帰国して休養に入った。

### 2008年（3歳）
休養を終えて実戦復帰戦となった6月17日のキングズスタンドステークスでもクィンが騎乗して出走したが、エキアーノに敗れて10着という結果に終わった。さらにそのわずか4日後の6月21日に行われたゴールデンジュビリーステークスにスコット・サンダースに乗り替わって出走した。レースでは同じくキングズスタンドステークスに出走していたテイクオーバーターゲットやマルシャンドールといった強豪馬らを相手に13番人気という低評価を覆して勝利し、G1競走2勝目を挙げた。その後もG1戦線を走り、7月11日のジュライカップでは引き続きサンダースが騎乗して出走したがマルシャンドールに敗れて5着、連覇の懸かった8月22日のナンソープステークスではライアン・ムーアが騎乗して出走したがボーダーレスコットに敗れて3着となり、2年連続出走となる10月5日のアベイ・ド・ロンシャン賞に向けて調教が行われていた9月26日に同競走を回避して競走馬を引退することが発表された。

### 2009年（4歳）
4歳となった2009年より2歳時に種牡馬の権利を購入していたチェヴァリーパークスタッドで種牡馬入りした。初年度の種付け料は7500ポンドに設定された。しかし、5月に現役を復帰することを発表した。現役復帰初戦となった6月20日のゴールデンジュビリーステークスでは連覇がかかっていたものの13着と大敗した。続く7月30日のキングジョージステークス (G3) で復帰後初勝利を果たした。そして8月21日のナンソープステークスでは1番人気に支持されたが、見せ場がなく6着に敗れた。なおレース後は休養に入った。

### 2010年（5歳）
休養を終えて5月22日のテンプルステークス(G2)で復帰し、勝利を飾った。続く6月15日のキングズスタンドステークスでは1番人気に推されたが、6着に敗れた。その後ジュライカップでは4着、ナンソープステークスでは9着、スプリントカップでは4着と着外が続いたが、9月26日のダイアデムステークス (G2) では3着と好走した。香港へ遠征し、12月12日に行われた香港スプリントでは6着に敗れた。

### 2011年（6歳）
休養を終えて5月21日のテンプルステークス(G2)で復帰したが、ソールパワーの2着に敗れた。続く6月14日のキングズスタンドステークスでは1番人気に推されたがプロヒビットの6着、ゴールデンジュビリーステークスでは10着、スプリントステークス (G3) では6着、キングジョージステークス (G2) では7着、5年連続出走となったナンソープステークスでは4着に敗れた。スプリントカップでは10着と大敗した。

### 2012年（7歳）〜2016年（11歳）
2012年は4戦して未勝利だったが、2013年から2016年の引退までに毎年1勝を挙げた。

## 血統表
| キングスゲイトネイティヴの血統ストームバード系 / Northern Dancer 3×4= 18.75% | キングスゲイトネイティヴの血統ストームバード系 / Northern Dancer 3×4= 18.75% | キングスゲイトネイティヴの血統ストームバード系 / Northern Dancer 3×4= 18.75% | （血統表の出典）        | （血統表の出典）  |
| 父 Mujadil 1988 鹿毛                                                         | 父の父Storm Bird 1978 鹿毛                                                   | Northern Dancer                                                              | Nearctic                | Nearctic          |
| 父 Mujadil 1988 鹿毛                                                         | 父の父Storm Bird 1978 鹿毛                                                   | Northern Dancer                                                              | Natalma                 |                   |
| 父 Mujadil 1988 鹿毛                                                         | 父の父Storm Bird 1978 鹿毛                                                   | South Ocean                                                                  | New Providence          | New Providence    |
| 父 Mujadil 1988 鹿毛                                                         | 父の父Storm Bird 1978 鹿毛                                                   | South Ocean                                                                  | Shining Sun             |                   |
| 父 Mujadil 1988 鹿毛                                                         | 父の母Vallee Secrete 1977 鹿毛                                               | Secretariat                                                                  | Bold Ruler              | Bold Ruler        |
| 父 Mujadil 1988 鹿毛                                                         | 父の母Vallee Secrete 1977 鹿毛                                               | Secretariat                                                                  | Somethingroyal          |                   |
| 父 Mujadil 1988 鹿毛                                                         | 父の母Vallee Secrete 1977 鹿毛                                               | Midou                                                                        | *セントクレスピン       | *セントクレスピン |
| 父 Mujadil 1988 鹿毛                                                         | 父の母Vallee Secrete 1977 鹿毛                                               | Midou                                                                        | Midget                  |                   |
| 母 Native Force 1998 鹿毛                                                    | 母の父Indian Ridge 1985 栗毛                                                 | Ahonoora                                                                     | Lorenzaccio             | Lorenzaccio       |
| 母 Native Force 1998 鹿毛                                                    | 母の父Indian Ridge 1985 栗毛                                                 | Ahonoora                                                                     | Helen Nichols           |                   |
| 母 Native Force 1998 鹿毛                                                    | 母の父Indian Ridge 1985 栗毛                                                 | Hillbrow                                                                     | Swing Easy              | Swing Easy        |
| 母 Native Force 1998 鹿毛                                                    | 母の父Indian Ridge 1985 栗毛                                                 | Hillbrow                                                                     | Golden City             |                   |
| 母 Native Force 1998 鹿毛                                                    | 母の母La Pellegrina 1993 鹿毛                                                | Be My Guest                                                                  | Northern Dancer         | Northern Dancer   |
| 母 Native Force 1998 鹿毛                                                    | 母の母La Pellegrina 1993 鹿毛                                                | Be My Guest                                                                  | What a Treat            |                   |
| 母 Native Force 1998 鹿毛                                                    | 母の母La Pellegrina 1993 鹿毛                                                | Spanish Habit                                                                | Habitat                 | Habitat           |
| 母 Native Force 1998 鹿毛                                                    | 母の母La Pellegrina 1993 鹿毛                                                | Spanish Habit                                                                | Donna Cressida F-No.1-t |                   |